# إفياني أوديزي
إفياني أوديزي (بالإنجليزية: Ifeanyi Udeze)‏ (مواليد 21 يوليو 1980) هو لاعب كرة قدم. يلعب مع منتخب نيجيريا لكرة القدم. سبق له أن لعب في كأس العالم لكرة القدم مع منتخب بلاده.

## مسيرته الكروية
لعب إفياني أوديزي خلال مسيرته الاحترافية مع 5 أندية في ثلاثة عشر موسمًا وسجل خلالها هدفًا واحدًا ضمن 176 مباراة. حيث فاز في موسمين بالكأس ولم يفز بأي دوري.
خاض إفياني أوديزي مسيرته مع نادي بيندل إنشورانس ما بين عامي 1997 و1998 لمدة موسم واحد، لم يشارك في أي مباراة ولم يسجل أي هدف. ثم انتقل إلى نادي كافالا في موسم 1997–98 واستمر معه طيلة ثلاثة مواسم، حيث شارك في 59 مباراة ولم يسجل أي هدف أيضًا. لينتقل بعدها إلى نادي باوك في موسم 2000–01 في المرة الأولى ولمدة موسمين ثم في موسم 2003–04 ليلعب معه أربعة مواسم ثم في موسم 2007–08 لمدة موسم واحد، مشاركًا طوالها في 103 مباراة سجل خلالها هدفًا واحدًا. ثم انتقل إلى نادي وست بروميتش ألبيون في موسم 2002–03 لمدة موسم واحد، مشاركًا في 11 مباراة ولم يسجل أي هدف. هذا وانتقل لاحقًا إلى نادي أيك أثينا في موسم 2006–07 لمدة موسم واحد، مشاركًا في 3 مباريات ولم يسجل أي هدف أيضًا.

## روابط خارجية
- إفياني أوديزي على موقع الاتحاد الدولي (مؤرشف)  (الإنجليزية)
- إفياني أوديزي على موقع قاعدة بيانات كرة القدم.إي يو (الإنجليزية)
- إفياني أوديزي على موقع ناشيونال فوتبول تيمز (الإنجليزية)
- إفياني أوديزي على موقع Soccerbase.com (لاعب) (الإنجليزية)
- إفياني أوديزي على موقع Soccerway.com (الإنجليزية)
- إفياني أوديزي على موقع عالم كرة القدم.نت (الإنجليزية)